# حرب النجوم الجزء الثاني: هجوم المستنسخين
حرب النجوم الجزء الثاني: هجوم المستنسخين (بالإنجليزية: Star Wars Episode II: Attack of the Clones)‏ هو فيلم صدر عام 2002 للمخرج جورج لوكاس وكتبه لوكاس وجوناثان هيلز. وهو الفيلم الخامس الذي يصدر في حرب النجوم والثاني من حيث التسلسل الزمني الداخلي.

## روابط خارجية
- حرب النجوم الجزء الثاني: هجوم المستنسخين على موقع IMDb (الإنجليزية)
- حرب النجوم الجزء الثاني: هجوم المستنسخين على موقع ميتاكريتيك (الإنجليزية)
- حرب النجوم الجزء الثاني: هجوم المستنسخين على موقع الموسوعة البريطانية (الإنجليزية)
- حرب النجوم الجزء الثاني: هجوم المستنسخين على موقع روتن توميتوز (الإنجليزية)
- حرب النجوم الجزء الثاني: هجوم المستنسخين على موقع نتفليكس (الإنجليزية)
- حرب النجوم الجزء الثاني: هجوم المستنسخين على موقع قاعدة بيانات الأفلام العربية
- حرب النجوم الجزء الثاني: هجوم المستنسخين على موقع ألو سيني (الفرنسية)
- حرب النجوم الجزء الثاني: هجوم المستنسخين على موقع Turner Classic Movies (الإنجليزية)
- حرب النجوم الجزء الثاني: هجوم المستنسخين على موقع أول موفي (الإنجليزية)
- حرب النجوم الجزء الثاني: هجوم المستنسخين على موقع بوكس أوفيس موجو (الإنجليزية)